# Ósze Kohime
Ósze Kohime (桜瀬琥姫; Hepburn: Ōse Kohime; 1972. november 5.) japán illusztrátor, mangaka.

## Jelentősebb munkái

### Videojátékok
- Marie no Atelier: Salburg no renkindzsucusi (マリーのアトリエ 〜ザールブルグの錬金術士〜?) (Gust)
- Kuklotheatro: Júkjú no hitomi (ククロセアトロ〜悠久の瞳〜?) (Sun Denshi)
- Mercury Pretty: End of the Century (メリクリウスプリティ 〜end of the century〜?) (Intercahnnel)
- Abarenbó Princess (暴れん坊プリンセス?) (fejlesztő: Alpha System, kiadó: Kadokawa Shoten, ESP)

### Regényborítók
- Marie no Atelier (マリーのアトリエ?) (író: Kudó Oszamu, kiadó: Dengeki Bunko)
- Kuklotheatro: Júkjú no hitomi (ククロセアトロ〜悠久の瞳〜?) (író: Kudó Oszamu, kiadó: Dengeki Bunko)
- Abarenbó Princess (暴れん坊プリンセス?) (író: Hoszoe Hiromi, Maszuda Sódzsi, Kadokawa Sneaker Bunko)
- Holy no suki (ホーリィの手記?) (író: Kató Hironori, kiadó: Fujimi Fantasia Bunko)
- Wolf Tower (ウルフ・タワー?) (író: Tanith Lee, kiadó: Sangyo Henshu Center)
- Vampire Hunter: Gaiden Lei Lei-hen ovaranai haru (ヴァンパイアハンター外伝 レイレイ編 終わらない春?) (író: Uresino Akihiko, kiadó: Gemesuto Ζ Bunko)

### Mangák
- Heart Sugar Town (Ultra Jump, kiadó: Shueisha)
- Grandeek (Comic Gum, kiadó: Wanibooks)
- Grandeek Reel (Ultra Jump, kiadós: Shueisha)

### Kártyaillusztrációk
- Monster Collection (モンスターコレクション?) (fejlesztő: Group SNE:, kiadó: Fujimi Shobo)

### Egyebek
- Ósze Kohime gasú: Marie no Atelier (桜瀬琥姫画集 マリーのアトリエ?)
- Ósze Kohime dzsiszen Illust-sú: Magakjó (桜瀬琥姫 自選イラスト集 万華鏡?) (Kaleido Scope)
- Abarenbó Princess Official Visual Guide (暴れん坊プリンセス 公式ビジュアルガイド?)
- Ósze Kohime gasú: 星讀 (桜瀬琥姫画集 星讀?) (Astrolabe)